# Chenevrey-et-Morogne
Chenevrey-et-Morogne ist eine Gemeinde im französischen Département Haute-Saône in der Region Bourgogne-Franche-Comté.

## Geographie
Chenevrey-et-Morogne liegt auf einer Höhe von 205 m über dem Meeresspiegel, drei Kilometer westlich von Marnay und etwa 22 Kilometer westnordwestlich der Stadt Besançon (Luftlinie). Das Dorf erstreckt sich im Süden des Départements, in einer Mulde am nördlichen Rand der Talebene des Ognon, am Südwestrand der Monts de Gy.
Die Fläche des 8,86 km² großen Gemeindegebiets umfasst einen Abschnitt des unteren Ognon-Tals. Die südliche Grenze verläuft meist entlang dem Ognon. Dieser fließt hier mit zahlreichen Windungen nach Westen durch eine Alluvialebene, die eine Breite von ungefähr zwei Kilometern aufweist und durchschnittlich auf 200 m liegt. Vom Flusslauf erstreckt sich das Gemeindeareal nordwärts über die Talebene und die angrenzenden, sanft geneigten Hänge hinauf, welche die südwestlichen Ausläufer der Monts de Gy bilden. Diese Anhöhen sind aus tertiären Sedimenten aufgebaut. Während die Talaue und die talnahen Hänge überwiegend landwirtschaftlich genutzt werden, ist der Höhenrücken des Bois du Mont mit Wald bestanden. Hier wird mit 290 m die höchste Erhebung von Chenevrey-et-Morogne erreicht. Die westliche Abgrenzung bildet dabei das Tälchen des Bief de Lancey, eines kurzen Seitenbachs des Ognon.
Die Doppelgemeinde besteht aus dem Dorf Chenevrey (205 m) am nördlichen Rand der Talebene sowie dem Weiler Morogne (199 m) am Bief de Lancey kurz vor seiner Mündung in den Ognon. Nachbargemeinden von Chenevrey-et-Morogne sind Cult im Norden, Marnay im Osten, Burgille, Courchapon und Jallerange im Süden sowie Sornay und Bay im Westen.

## Geschichte
Erstmals urkundlich erwähnt wird Chenevrey bereits im Jahr 1102. Im Mittelalter gehörte das Dorf zur Freigrafschaft Burgund und darin zum Gebiet des Bailliage d’Amont. Seit dem 13. Jahrhundert bildete es eine Pfarrei, die vom Kloster Sainte-Madeleine in Besançon abhängig war. Die lokale Herrschaft hatten die Herren von Marnay inne. Zusammen mit der Franche-Comté gelangte Chenevrey mit dem Frieden von Nimwegen 1678 definitiv an Frankreich. Im Jahr 1808 wurde der Weiler Morogne (1806: 74 Einwohner), der vorher eine eigene Gemeinde bildete, mit Chenevrey fusioniert. 1823 erhielt Morogne seine Selbständigkeit zurück, wurde aber wenige Jahre später endgültig mit Chenevrey zusammengelegt. Seit 2002 ist Chenevrey-et-Morogne Mitglied des 15 Ortschaften umfassenden Gemeindeverbandes Communauté de communes de la Vallée de l’Ognon.

## Sehenswürdigkeiten
Die Kirche Saint-Ferréol-et-Ferjeux wurde im gotischen Stil erbaut und im 18. sowie im 19. Jahrhundert umfassend restauriert. Sie beherbergt eine reiche Innenausstattung, darunter einen Altar aus dem 17. Jahrhundert, Mobiliar aus dem 18. und 19. Jahrhundert, Reliquien aus Silber (18. Jahrhundert), einen vergoldeten Kelch von 1741 und verschiedene Grabplatten. Aus dem 18. Jahrhundert stammt das Oratoire. Im alten Ortskern sind zahlreiche Häuser aus dem 17. Jahrhundert erhalten, die den charakteristischen Stil der Haute-Saône zeigen.

## Bevölkerung
| Jahr                       | 1962 | 1968 | 1975 | 1982 | 1990 | 1999 |
| Einwohner                  | 173  | 167  | 154  | 170  | 168  | 183  |
| Quellen: Cassini und INSEE |      |      |      |      |      |      |

Mit 317 Einwohnern (1. Januar 2022) gehört Chenevrey-et-Morogne zu den kleinen Gemeinden des Département Haute-Saône. Nachdem die Einwohnerzahl in der ersten Hälfte des 20. Jahrhunderts deutlich abgenommen hatte (1891 wurden noch 406 Personen gezählt), wurde seit Mitte der 1970er Jahre wieder ein leichtes Bevölkerungswachstum verzeichnet.

## Wirtschaft und Infrastruktur
Chenevrey-et-Morogne war bis weit ins 20. Jahrhundert hinein ein vorwiegend durch die Landwirtschaft (Ackerbau, Obstbau und Viehzucht) und die Forstwirtschaft geprägtes Dorf. Heute gibt es einige Betriebe des lokalen Kleingewerbes. In den letzten Jahrzehnten hat sich das Dorf zu einer Wohngemeinde gewandelt. Viele Erwerbstätige sind deshalb Wegpendler, die in den größeren Ortschaften der Umgebung und in der Agglomeration Besançon ihrer Arbeit nachgehen.
Der Ort liegt abseits der größeren Durchgangsachsen an einer Departementsstraße, die von Marnay nach Pesmes führt. Der nächste Anschluss an die Autobahn A36 befindet sich in einer Entfernung von ungefähr 20 km. Eine weitere Straßenverbindung besteht mit Cult.